# Nonianus
Nonianus là một chi nhện trong họ Sparassidae.